# Vicente Monje
Vicente Alfredo Monje (Yuto, Argentinië, 22 juni 1981) is een Argentijnse voetballer van Olympiakos Piraeus. In 2007 lag hij kort onder contract bij Germinal Beerschot.
In Argentinië kwam hij uit voor de tweedeklasser Ferro Carril Oeste. In januari 2007 tekende de middenvelder een contract bij Germinal Beerschot in België. Hier speelde hij maar een half jaar en keerde daarna terug naar Ferro Carril Oeste.

## Statistieken
| seizoen    | club                     | land        | competitie     | wed. | goals |
| ---------- | ------------------------ | ----------- | -------------- | ---- | ----- |
| 2001/04    | Gimnasia y Tiro de Salta | Argentinië  |                |      |       |
| 2004/06    | CA Atlanta               | Argentinië  |                |      |       |
| 2006/07    | Ferro Carril Oeste       | Argentinië  |                |      |       |
| 2007       | Germinal Beerschot       | België      | Jupiler League | 3    | 0     |
| 2007/09    | Ferro Carril Oeste       | Argentinië  |                |      |       |
| 2009-10    | Olympiakos Volos         | Griekenland | Beta Ethniki   | 28   | 2     |
| 2010-11    | Olympiakos Volos         | Griekenland | Alpha Ethniki  | 26   | 3     |
| 2011-12    | Olympiakos Piraeus       | Griekenland | Alpha Ethniki  | 8    | 0     |
| Bijgewerkt | 16-04-12                 |             |                |      |       |